# Episodi di Detective Conan (ventisettesima stagione)
Questa è una lista degli episodi della ventisettesima stagione della serie anime Detective Conan.

## Lista episodi
| Nº  | Titolo italiano Giapponese 「Kanji」 - Rōmaji | In onda           | In onda |
| Nº  | Titolo italiano Giapponese 「Kanji」 - Rōmaji | Giapponese        |         |
| 860 | La trappola del sistema di sicurezza 「防犯システムの落とし穴」 - Bōhan shisutemu no otoshiana | 20 maggio 2017    |         |
| 860 | Kogoro riaccompagna a casa una ragazza che ha richiesto i suoi servizi per catturare un ladro di gioielli. Nei pressi dell'abitazione della donna, viene rinvenuto il corpo di un suo vicino di casa. Inizialmente Kogoro crede che l'uomo, ubriaco, sia caduto accidentalmente dal balcone del suo appartamento. Mentre Megure indaga sulla vittima, Conan si reca con Takagi ad interrogare gli altri vicini di casa e uno di essi risulta particolarmente scontroso. Il giovane detective, con una scusa, cerca alcuni indizi nell'abitazione. Conan, utilizzando la voce di Kogoro, dimostra che la vittima era un topo d'appartamento ed aveva cercato di introdursi nell'abitazione del vicino scoprendo al suo interno una sacca piena di gioielli. Il vicino aveva dato alcuni gioielli all'uomo in cambio del suo silenzio, ma questi non aveva accettato l'accordo. |                   |         |
| 861 | Proprio come una scena del crimine di 17 anni fa (prima parte) 「17年前と同じ現場（前編）」 - Jūnana-nen mae to onaji genba (zenpen) | 3 giugno 2017     |         |
| 861 | Conan effettua delle ricerche su Haneda che risulta essere deceduto diciassette anni prima negli Stati Uniti dove si era recato per partecipare ad un torneo di scacchi. Nella stanza a fianco era stata uccisa anche la facoltosa Amanda Huges, fan di Haneda, e la sua guardia del corpo, soprannominata Asaka, si era resa irreperibile. Ai ipotizza che Asaka abbia fatto parte dell'Organizzazione degli uomini in nero ed aggiunge che l'apotoxina somministrata ad Haneda era quella inventata dai suoi genitori e che lei ha ricreato dopo l'incendio che aveva coinvolto il loro laboratorio. Agasa racconta ai ragazzi di essere stato contattato da Megure perché il presidente di una società immobiliare, è stato ucciso mentre impugnava un paio di forbici inventate da lui. Conan e Subaru si offrono di accompagnarlo. Prima di uscire, Okiya contatta Camel per chiedergli di sorvegliare Ai. L'uomo che ha scoperto il corpo è l'ex proprietario di un negozio di caramelle, ma è impossibile che lui sia colpevole perché c'erano guardie del corpo all'ingresso e inferriate su tutti gli altri accessi e nessuno avrebbe potuto introdurre delle armi. Okiya dice a Conan che questo delitto somiglia molto a quello di Haneda di 17 anni prima e che suo padre è stato coinvolto nel caso. Quando Conan chiede se anche suo padre faceva parte dell'FBI, Okiya afferma che avrà queste risposte quando il bambino gli rivelerà la sua vera identità. |                   |         |
| 862 | Proprio come una scena del crimine di 17 anni fa (seconda parte) 「17年前と同じ現場（後編）」 - Jūnana-nen mae to onaji genba (kōhen) | 10 giugno 2017    |         |
| 862 | Conan e Subaru ricostruiscono il piano che ha utilizzato il colpevole per portare un'arma all'interno della casa. Dopo la dimostrazione, l'assassino confessa. La vittima aveva lasciato un indizio sul colpevole tagliando alcune lettere da un bicchiere. Questo elemento fa capire ai due ragazzi che nell'omicidio di 17 anni prima era stato lasciato un indizio analogo. Analizzando le lettere, Conan e Okiya scoprono che Asaka era in realtà Rum. |                   |         |
| 863 | L'omicidio del detective delle anime (prima parte) 「霊魂探偵殺害事件（前編）」 - Reikon tantei satsugai jiken (zenpen) | 17 giugno 2017    |         |
| 863 | Conan ripensa a quando gli era stata somministrata l'apotoxina. Al tempo gli uomini in nero gli avevano detto che era la prima persona a cui veniva dato quel tipo di farmaco, quindi Shinichi è stato il primo a testarne la nuova versione creata da Shiho. Kogoro viene contattato per partecipare ad un programma televisivo dove si esibisce il "detective delle anime", una persona che risolve casi mettendosi in contatto con le anime delle vittime. Il detective delle anime questa volta vorrebbe evocare l'anima di Haneda, assassinato 17 anni prima in un hotel. Conan e Kogoro incontrano il direttore televisivo, e poi si recano dal detective. Prima di entrare, il direttore riceve sul cellulare una richiesta di aiuto da parte dell'uomo. Quando i tre riescono finalmente ad accedere alla stanza, sentono un rumore di stoviglie rotte e successivamente rinvengono il cadavere del detective. Alcune impronte conducono al terrazzo e sembra che chi l'ha ucciso sia fuggito da lì. Kogoro e Conan bussano alla porta della stanza a fianco e scoprono che è occupata da Sera. Conan spiega il motivo della loro presenza in hotel e quando Masumi sente il nome di Haneda ha un sussulto. Nella stanza è presente anche Mary, che si sta nascondendo. Mary rinviene il papillon di Conan, che gli era caduto mentre ispezionava il terrazzo. Nel frattempo Gin e Vodka salgono su una macchina e abbandonano un parcheggio sotterraneo. |                   |         |
| 864 | L'omicidio del detective delle anime (seconda parte) 「霊魂探偵殺害事件（後編）」 - Reikon tantei satsugai jiken (kōhen) | 24 giugno 2017    |         |
| 864 | Conan riesce a risolvere il caso ma, dopo aver anestetizzato Kogoro, si accorge di non avere più con sé il papillon. Interviene quindi Sera che pone un telefono cellulare nel colletto di Kogoro, mentre Mary, dall'altra stanza, parla utilizzando la voce del detective. Il colpevole cerca di sfuggire saltando nella stanza di Sera, ma Mary lo mette KO. Quando Conan e Sera si precipitano nella stanza, Masumi grida "Mamma". Quando Masumi rimane da sola in stanza con Mary la chiama "Mamma" e quest'ultima le riferisce di stare bene attenta a Conan perché non è più il ragazzo che avevano incontrato dieci anni prima. In serata, Conan riflette sulla probabilità che Rum sia una donna confrontando un'informazione ottenuta attraverso il colpevole con la descrizione che ha fornito Ai. Nel frattempo anche Gin e Vodka parlano del caso del detective delle anime, ma Gin afferma di essere maggiormente interessato a Kogoro, che si trova sempre coinvolto nei casi che riguardano l'organizzazione. |                   |         |
| 865 | La boccaccia dello storno triste 「口の悪い九官鳥」 - Kuchi no warui kyūkanchō | 8 luglio 2017     |         |
| 865 | Conan, Genta e Mitsuhiko stanno giocando a calcio quando notano un giovane che chiede loro di chiamare la polizia. Megure e Takagi arrivano sul posto e trovano il cadavere della nonna del ragazzo. Ran e Kogoro, che si stanno recando all'ospedale, trovano un uccello smarrito e, grazie all'anello che l'animale porta alla zampa, riescono a risalire al nome del proprietario. Per coincidenza, la maina comune apparteneva alla vittima. L'uccello però scappa nuovamente e Kogoro, dopo aver parlato con Megure, si reca in ospedale. Qui Kogoro incontra un uomo che conosce la vittima e lo conduce sul luogo del crimine per portare la sua testimonianza alla polizia. Nel frattempo anche la domestica della donna rientra a casa, ma non ha modo di dimostrare il suo alibi. Poco dopo sopraggiungono Ai e Ayumi che, oltre ad aver trovato la maina, hanno notato la domestica al parco e quindi possono confermare la sua innocenza. Le tre persone che hanno avuto contatti con la vittima hanno tutte un alibi, ma Conan nota una discrepanza nel racconto fatto dall'uomo che Kogoro ha conosciuto in ospedale. |                   |         |
| 866 | Il palcoscenico del traditore (prima parte) 「裏切りのステージ（前編）」 - Uragiri no sutēji (zenpen) | 15 luglio 2017    |         |
| 866 | Bourbon ricorda quando Rye (nome in codice di Akai) aveva costretto Scotch ad uccidersi. Successivamente Bourbon discute con Vermouth del fatto che gli è stata affidata la missione di eliminare una persona. Ran, Sonoko, Conan e Okiya stanno pulendo la casa di Shinichi. Okiya chiede alle ragazze se tra le conoscenze di Sera c'è una persona di nome Asaka. A questo proposito Sonoko ricorda che un cantante rock sta per pubblicare una nuova canzone dal titolo ASACA la cui musica era stata creata 17 anni prima. Visto l'interesse mostrato da Conan e Okiya, le ragazze li invitano ad accompagnarle alle prove del cantante. Quando i quattro si recano sul luogo delle prove, scoprono che il cantante non è ancora pronto ad esibirsi e quindi le ragazze insistono per tornare a casa. Sopraggiungono Amuro e Azusa, ma Conan si accorge subito che la donna è Vermouth travestita. Poco dopo due guardie rinvengono il corpo del cantante, impiccato alla struttura delle luci di scena. Ad Amuro torna in mente il suicidio di Scotch in cui sparandosi al petto distrusse il suo cellulare rendendo così impossibile agli altri di risalire alla sua vera identità. Vermouth chiede a Conan quale fosse il cognome di Azusa, svelandogli così in modo sfrontato il suo travestimento. Mentre indagano, Vermouth riferisce ad Amuro di essere venuta sulla scena del crimine perché non era sicura che lui si sarebbe curato di Ran e Conan come le aveva promesso. Amuro si accorge che Subaru è mancino come Akai e inizia di nuovo a insospettirsi della sua identità. |                   |         |
| 867 | Il palcoscenico del traditore (seconda parte) 「裏切りのステージ（後編）」 - Uragiri no sutēji (kōhen) | 22 luglio 2017    |         |
| 867 | Conan, Amuro e Okiya trovano una serie di indizi che fanno capire loro come è stato possibile che una sola persona sia riuscita a sollevare il cantante. Ran si chiede perché Azusa l'abbia chiamata "Angel" come la persona che tempo prima aveva tentato di rapire Conan ed Ai. Vermouth non fa nulla per nascondersi agli occhi di Conan e Ran. In un flashback si scopre che Rye non era intenzionato ad uccidere Scotch, ma gli aveva proposto un piano di fuga dopo aver scoperto che anche lui era un infiltrato. Amuro era arrivato in quel momento e Scotch, pensando fosse in realtà l'organizzazione, si era suicidato. Al termine del caso Azusa chiede lumi sul titolo della canzone e si scopre che non ha nulla a che fare con la vicenda di Haneda. Ran si avvicina ad Azusa chiedendole se in realtà la sua vera identità fosse quella della donna che in passato l'aveva chiamata Angel e Vermouth, confermandoglielo, le dice di stare lontana dalla verità. |                   |         |
| 868 | La libreria sibilante 「汽笛の聞こえる古書店」 - Kiteki no kikoeru kosho-ten | 29 luglio 2017    |         |
| 868 | I Giovani Detective aiutano il proprietario di una libreria a sistemare i suoi nuovi acquisti. Suo figlio non è d'accordo che lui continui a lavorare e cerca di convincerlo a chiudere l'attività. Dopo alcuni giorni, i ragazzi passano nuovamente davanti al negozio e lo trovano chiuso. Si recano quindi al parco dove è presente una locomotiva che si attiva due volte al giorno. Dopo aver visto lo spettacolo assieme al figlio del libraio, i ragazzi tornano verso la libreria e qui Conan si accorge che gli scaffali del negozio sono caduti e hanno travolto il proprietario. Conan non è convinto che si tratti di un incidente in quanto lo scaffale che era caduto era stato svuotato proprio dai ragazzi e non avrebbe potuto provocare il crollo di una serie di scaffali pieni. |                   |         |
| 869 | Conan scompare sulla scogliera (prima parte) 「断崖に消えたコナン（前編）」 - Dangai ni kieta Konan (zenpen) | 5 agosto 2017     |         |
| 869 | Un uomo, capo di una banda di malviventi, uccide tre persone con le frecce di una balestra. Uno dei componenti del gruppo non è d'accordo con questo comportamento e cerca di ribellarsi. L'uomo ferisce anche lui con una freccia. Ayumi, in gita con Agasa e i Giovani Detective, trova l'uomo gravemente ferito. Conan si insospettisce perché lo sconosciuto non può essere stato vittima di un incidente e si reca quindi all'ospedale per indagare. Qui Conan nota un uomo sospetto. Pensando che questi stia cercando il ferito per ucciderlo, Conan cerca di depistarlo e riesce a rinchiuderlo in una stanza. Quando la polizia arriva sul posto, entrambi i malviventi scappano. Conan riesce a capire dove si è nascosto il ferito, ma nel rifugio sopraggiunge anche il resto della banda. Messi alle strette, Conan e l'uomo si gettano da una scogliera. |                   |         |
| 870 | Conan scompare sulla scogliera (seconda parte) 「断崖に消えたコナン（後編）」 - Dangai ni kieta Konan (kōhen) | 12 agosto 2017    |         |
| 870 | I Giovani Detective, Ran e Kogoro sono disperati per la scomparsa di Conan. Ai si allontana dagli altri e ripercorre la strada seguita da Conan. Qui Ai trova un indizio. Conan e l'uomo in realtà si sono salvati perché il ragazzo ha lanciato il pallone dalla sua cintura, evitando la caduta contro gli scogli appuntiti. Si scopre che Conan ha avvisato Ai chiedendole di portare il suo computer portatile e, con l'aiuto del malvivente che è un hacker esperto, tendono una trappola al resto della banda. Quando i colpevoli vengono arrestati, Conan smaschera anche le intenzioni del pentito che aveva finto di aver agito per difendere la propria famiglia mentre invece desiderava solo ottenere uno sconto della pena per poter mettere le mani sul bottino prima dei suoi complici. |                   |         |
| 871 | Il caso Nobunaga 450 「ノブナガ四五〇事件」 - Nobunaga shi-go-rei jiken | 2 settembre 2017  |         |
| 871 | Conan, Ai e i Giovani Detective, accompagnati da Agasa, si recano a Gifu per il 450º anniversario dell'ingresso del generale Oda Nobunaga in città. Mitsuhiko chiede al resto del gruppo di andare a vedere uno spettacolo per ragazzi. Dopo la rappresentazione, Mitsuhiko si allontana dagli amici per far firmare il suo diario agli attori, ma viene rapito assieme all'intera compagnia. I malviventi sottraggono gli abiti di scena e, travestiti da eroi, rubano alcuni reperti dal museo cittadino. |                   |         |
| 872 | Conan, Heiji e la leggenda del Nue (parte del ruggito) 「コナンと平次の鵺伝説（鳴声編）」 - Konan to Heiji no Nue densetsu (nakigoe-hen) | 9 settembre 2017  |         |
| 872 | Ran e Sonoko parlano con Azusa e vengono a sapere che durante il caso del cantante rock assassinato di alcuni giorni prima la ragazza che aveva accompagnato Amuro non era Azusa, bensì qualcun altro che si era spacciata per lei. Anche Amuro finge di non sapere chi sia stato (anche se sa che si trattava di Vermouth). Heiji e Kazuha invitano Conan e Ran al villaggio di Yadori nella prefettura di Shizuoka. I ragazzi sono stati convocati dal sindaco del villaggio assieme ad uno storico, un archeologo, una scrittrice e un giornalista per trovare il tesoro di Tokugawa. Mentre Conan, Heiji, Ran e Kazuha sono all'interno dell'edificio in cui risiederanno, scoppia un incendio in giardino. Tutti escono e vedono il Nue che sradica un cartello e poi fugge. Inseguendo il mostro, Conan rinviene il corpo dello storico che è stato ucciso e presenta delle profonde ferite sulla schiena come se fosse stato colpito dagli artigli di una tigre. |                   |         |
| 873 | Conan, Heiji e la leggenda del Nue (parte dell'artiglio) 「コナンと平次の鵺伝説（爪跡編）」 - Konan to Heiji no Nue densetsu (tsumeato-hen) | 16 settembre 2017 |         |
| 873 | Dopo aver rinvenuto il corpo dello storico, i due detective chiedono agli altri di ritirarsi nelle proprie stanze. Solamente il sindaco decide di restare al fianco dei ragazzi per sorvegliare l'ingresso. Mentre i tre stanno parlando, appaiono dei fuochi dal nulla e successivamente l'archeologo viene colpito alla gola dalla finestra aperta. Nell'analizzare il cadavere, Conan e Heiji constatano che l'uomo è morto per avvelenamento e presenta due fori sulla gola come se fosse stato morso da un serpente. Arriva Yokomizo e i ragazzi gli raccontano l'accaduto. |                   |         |
| 874 | Conan, Heiji e la leggenda del Nue (parte della risoluzione) 「コナンと平次の鵺伝説（解決編）」 - Konan to Heiji no Nue densetsu (kaiketsu-hen) | 23 settembre 2017 |         |
| 874 | Con l'aiuto della scientifica, Conan e Heiji ricreano il trucco che il colpevole ha utilizzato per creare l'illusione del Nue. I due detective accusano quindi la scrittrice di aver compiuto entrambi gli omicidi per vendicarsi della scomparsa del marito nella frana di molti anni prima. Inoltre Conan e Heiji rivelano che il giornalista è figlio della donna ed è stato contattato solo per assistere alla vendetta compiuta dalla madre. Al termine della vicenda Heiji si reca con Kazuha sulla riva del lago e scopre che il tesoro a cui si riferiva la citazione è il lago stesso che al tramonto assume una colorazione dorata. Una ragazza di nome Momiji osservando in macchina una foto di Heiji si complimenta con lui, parlando tra sè e sè, chiamandolo "Futuro marito". |                   |         |
| 875 | Il misterioso Buddha profetico 「不思議な予知仏像」 - Fushigi na yochi butsuzō | 30 settembre 2017 |         |
| 875 | Kogoro viene contattato dalla famiglia di un sacerdote per scoprire il motivo per cui una statua della dea Kannon dalle 11 facce ruota e, ogni volta che questo accade, succede qualcosa di brutto alle persone che vivono attorno al tempio. Durante la cena, l'uomo viene trovato morto con un coltello conficcato nella nuca. Conan trova subito numerose prove e cerca di segnalarle a Kogoro affinché possa intuire la soluzione del caso. Kogoro non coglie i suggerimenti e accusa l'apprendista sacerdote che, a sorpresa, confessa di aver architettato tutto per spaventare il suo superiore e far saltare il suo matrimonio combinato con la figlia dell'uomo. Conan interviene e anestetizza Kogoro per spiegare che il reale colpevole è la moglie del sacerdote. |                   |         |
| 876 | Un testimone meccanico 「機械じかけの目撃者」 - Kikaiji kake no mokugeki-sha | 7 ottobre 2017    |         |
| 876 | Kogoro viene contattato dal responsabile di un laboratorio di robotica che sospetta una fuga di informazioni verso una società concorrente. Kogoro sta per iniziare un appostamento, quando scatta un allarme che segnala una fuga di gas. In una delle stanze Kogoro rinviene il corpo di uno dei dipendenti che presenta una profonda ferita sul collo. Conan riesce a scoprire che l'uomo era riuscito a realizzare un topo robotico grazie al quale era riuscito a scoprire chi era la talpa all'interno dell'azienda. |                   |         |
| 877 | Un doppio incontro del destino 「交差する運命の二人」 - Kōsa suru unmei no futari | 14 ottobre 2017   |         |
| 877 | Dopo aver svaligiato la casa di una signora anziana ed essersi dato alla fuga, un malvivente travolge Genta e successivamente si scontra con un'altra persona. I due uomini perdono conoscenza durante l'impatto. Il ladro rinviene per primo e decide di scambiare i propri vestiti con quelli dell'ignara vittima della scontro. Quando quest'ultimo si risveglia, scopre di aver perso la memoria e di essere ricercato dalla polizia. Anche i Giovani Detective si mettono alla ricerca del colpevole, ma presto si accorgono che l'uomo che la polizia sta inseguendo non è il vero ladro. |                   |         |
| 878 | Il punto cieco nel camerino (prima parte) 「試着室の死角（前編）」 - Shichakushitsu no shikaku (zenpen) | 28 ottobre 2017   |         |
| 878 | Sera, Sonoko e Ran stanno provando alcuni costumi estivi. Conan, mentre osserva le ragazze, ripensa al passato e ha l'impressione di aver già conosciuto Sera durante la sua infanzia. Ricorda una spiaggia in cui c'era la piccola Masumi, un uomo con gli occhiali che Conan riconduce ad Akai da giovane, e un uomo e una donna dall'identità ignota. Più tardi, Conan si allontana e nota che, all'interno di un negozio, una donna sta mettendo in difficoltà sia le commesse, sia le clienti. Questa persona viene poi trovata morta all'interno di un camerino. |                   |         |
| 879 | Il punto cieco nel camerino (seconda parte) 「試着室の死角（後編）」 - Shichakushitsu no shikaku (kōhen) | 4 novembre 2017   |         |
| 879 | Grazie agli indizi rinvenuti dalla polizia, Conan e Sera riescono a capire come è stato possibile obbligare la vittima ad entrare in un particolare camerino. Ran e Sonoko forniscono ai due detective l'ultimo tassello per poter risolvere definitivamente il caso. Nel frattempo a Conan deduce che le origini di Sera sono inglesi e non americane e gli torna subito in mente l'occasione in cui la conobbe. |                   |         |
| 880 | I Giovani Detective e la casa infestata 「探偵団と幽霊館」 - Tantei-dan to yūrei-kan | 11 novembre 2017  |         |
| 880 | Conan e i Giovani Detective stanno visitando un faro, quando vengono sorpresi da un acquazzone. I quattro chiedono quindi ospitalità ai domestici di una villa dove vive un uomo anziano con il nipote. Qui i ragazzi scoprono che il padrone di casa sostiene che si stia manifestando il fantasma della moglie deceduta pochi mesi prima. La domestica tenta di avvelenare il proprietario, ma Conan, che ha analizzato il comportamento degli abitanti della villa, ha provveduto a sostituire il veleno con dell'innocuo sale da cucina. Conan rivela quindi all'anziano cosa sta accadendo all'interno della sua casa. |                   |         |
| 881 | Il mago delle onde (prima parte) 「さざ波の魔法使い（前編）」 - Sazanami no mahōtsukai (zenpen) | 18 novembre 2017  |         |
| 881 | Conan riesce finalmente a ricordare dove ha già incontrato Sera nel passato. In un flashback, Ran e Conan si recano in spiaggia accompagnati da Yukiko. Qui i tre incontrano Mary assieme ai suoi figli Shuichi, Shukichi e Sera. Shuichi ha appena discusso con Mary circa le sue intenzioni di entrare a far parte dell'FBI per poter fare luce sulla scomparsa del padre. Masumi prova a interagire con Akai che non aveva mai conosciuto in precedenza, dal momento che si era trasferito in America per studiare. All'improvviso un'auto esce di strada e piomba in mare. Shuichi si tuffa in acqua e recupera il corpo del guidatore e i suoi effetti personali. Shuichi riesce a capire che sull'auto era presente anche una seconda persona che però è riuscita a fuggire. |                   |         |
| 882 | Il mago delle onde (seconda parte) 「さざ波の魔法使い（後編）」 - Sazanami no mahōtsukai (kōhen) | 25 novembre 2017  |         |
| 882 | Shuichi, grazie all'aiuto di Ran, Conan e Masumi, riesce a risolvere il caso. Mary, rivedendo in Akai la stessa determinazione di Tsutomu, suo marito, decide di lasciare che persegua il suo obiettivo. Terminato il flashback, Conan riflette sulle informazioni che ha ricevuto ricordando quella vicenda di 10 anni prima, capendo che la bambina che Sera tiene nascosta è la madre, Mary rimpicciolita anche lei, e che Haneda è fratello di Shuichi e Masumi. |                   |         |
| 883 | Il bombarolo uscito dal libro animato (prima parte) 「絵本から飛び出す爆弾魔（前編）」 - Ehon kara tobidasu bakudan ma (zenpen) | 2 dicembre 2017   |         |
| 883 | Kogoro riceve in agenzia un pacco contenente un telefono cellulare e la bozza di un libro per bambini. Quando in città si verifica un'esplosione, Conan capisce che il primo paragrafo del libro si riferisce proprio a quell'evento. Conan, Ran e Kogoro, aiutati dalla polizia, cercano di risolvere gli indizi presenti nel testo per trovare tutti gli ordigni. La polizia sospetta che il colpevole sia il fratellastro dell'autore del libro e quindi, per ottenere ulteriori informazioni, contatta l'editore che avrebbe dovuto stampare il volume. |                   |         |
| 884 | Il bombarolo uscito dal libro animato (seconda parte) 「絵本から飛び出す爆弾魔（後編）」 - Ehon kara tobidasu bakudan ma (kōhen) | 9 dicembre 2017   |         |
| 884 | Il bombarolo fornisce un indizio volutamente vago e la polizia rinviene tre bombe in tre luoghi diversi che però si rivelano finte. Esplode una quarta bomba che fa saltare un furgone portavalori. Successivamente la polizia riceve una telefonata anonima che rivela il nascondiglio del bombarolo. Quando gli agenti si avvicinano al luogo indicato, l'edificio esplode uccidendo il fratellastro dell'autore. Conan però ha capito cosa sta accadendo e si reca con Kogoro dal vero colpevole. |                   |         |
| 885 | Misteri al Caffè Poirot (prima parte) 「謎解きは喫茶ポアロで（前編）」 - Nazotoki wa kissa poaro de (zenpen) | 16 dicembre 2017  |         |
| 885 | Heiji e Kazuha si recano a Tokyo per vedere uno spettacolo di luci natalizie allestito a Ginza. Kazuha decide di invitare anche Ran. Lei, prima di uscire, deve preparare la cena a Kogoro e Kazuha si offre di aiutarla. Nel frattempo, i ragazzi si recano al caffè Poirot. Qui, durante un blackout, uno degli avventori viene pugnalato. Alcuni schizzi di sangue colpiscono Heiji e Conan, ma nessuno degli amici della vittima presenta tracce ematiche. |                   |         |
| 886 | Misteri al Caffè Poirot (seconda parte) 「謎解きは喫茶ポアロで（後編）」 - Nazotoki wa kissa poaro de (kōhen) | 23 dicembre 2017  |         |
| 886 | Tra gli avventori del bar è presente anche un uomo che dice di chiamarsi Shinichi Wada (nome giapponese utilizzato per indicare il Dottor Watson nelle prime traduzioni dei libri di Arthur Conan Doyle). Grazie al suo aiuto, i due detective riescono a capire come ha fatto il colpevole ad aggredire l'amico senza lasciare tracce. L'uomo misterioso in realtà si chiama Iori Muga ed è alle dipendenze di una ragazza di nome Momiji. |                   |         |
| 887 | Kaito Kid e la scatola rompicapo (prima parte) 「怪盗キッドの絡繰箱（前編）」 - Kaitō Kiddo no karakuri-bako (zenpen) | 6 gennaio 2018    |         |
| 887 | Subaru viene fotografato di nascosto mentre solleva leggermente dal collo il suo dolcevita, mostrando così il modificatore vocale. Una signora affida a Jirokichi una scatola rompicapo creata da Samizu Kichiemon che contiene al suo interno una pietra di luna e un altro oggetto di grande valore affettivo. Le istruzioni per aprire la scatola sono nascoste all'interno di uno dei diecimila volumi che la donna ha donato alla biblioteca Suzuki. Conan, Ai, Ran, Sonoko, Agasa, Kogoro e Subaru si attivano per trovare il foglio prima che appaia Kid. |                   |         |
| 888 | Kaito Kid e la scatola rompicapo (seconda parte) 「怪盗キッドの絡繰箱（後編）」 - Kaitō Kiddo no karakuri-bako (kōhen) | 13 gennaio 2018   |         |
| 888 | Conan riesce a scoprire il trucco utilizzato per nascondere le istruzioni. Poco dopo scatta l'allarme e sembra che Kid sia riuscito ad aprire la scatola rompicapo. Conan riesce a scoprire che Kid si è travestito da Agasa e lo affronta. Kid dice di non essere interessato al gioiello e di aver avuto già in passato la possibilità di rubarlo. Interviene anche Subaru che costringe Kid a lasciare le foto che gli ha scattato per analizzare le persone che sarebbero state presenti vicino al tesoro. Kid lascia il suo cellulare e fugge. |                   |         |
| 889 | Il caso dello scheletro della nuova insegnante (prima parte) 「新教頭の骸骨事件（前編）」 - Shin Kyōtō no Gaikotsu Jiken (zenpen) | 20 gennaio 2018   |         |
| 889 | Alla scuola elementare Teitan arriva Rumi Wakasa, una nuova insegnante. Rumi chiede ai Giovani Detective di accompagnarla nel vecchio magazzino della scuola per trovare del materiale con cui tracciare le righe sui campi sportivi. Sotto una botola presente al centro dell'edificio, Conan rinviene lo scheletro di un uomo. La vittima tiene in mano una scitala che i Giovani Detective cercano di decifrare. Il preside della scuola rivela ai ragazzi che nel periodo in cui era morto l'uomo, la polizia stava inseguendo alcuni rapinatori e le ricerche avevano interessato anche la scuola elementare. |                   |         |
| 890 | Il caso dello scheletro della nuova insegnante (seconda parte) 「新教頭の骸骨事件（後編）」 - Shin Kyōtō no Gaikotsu Jiken (kōhen) | 27 gennaio 2018   |         |
| 890 | Dopo che la polizia ha portato via lo scheletro, Rumi chiede ai ragazzi di tornare nel magazzino. I Giovani Detective scoprono che qualcuno ha rovistato nel locale, ma lo scantinato non è stato toccato. Grazie ad un suggerimento dato da Rumi, Conan riesce a decifrare la scitala e decide di tendere una trappola ai malviventi scrivendo un altro messaggio in codice. Shiratori decide di aiutare i ragazzi ma viene messo KO dai malviventi. Rumi interviene e, senza essere vista, riesce a neutralizzare l'intera banda. |                   |         |
| 891 | Il viaggio del mistero nel rinnovamento Meiji (parte di Yamaguchi) 「幕末維新ミステリーツアー（山口編）」 - Bakumatsu Ishin Misuterī Tsuā (Yamaguchi-hen) | 3 febbraio 2018   |         |
| 891 | Kogoro riceve una lettera da Komakichi. Questi afferma di voler donare a Kogoro un tesoro di famiglia e quest'ultimo, incuriosito dall'affermazione, si reca nella prefettura di Yamaguchi con Conan e Ran. Qui i tre incontrano una giornalista locale e Kogoro si lascia sfuggire il motivo della loro presenza in quella zona. Poco dopo questa si allontana e Kogoro viene arrestato dalla polizia. Si scopre che l'autore della lettera è un ladro che ha sottratto 1.000.000 di yen in antiche monete d'oro. Conan successivamente scopre che è stata lei a contattare Kogoro per convincerlo ad indagare sulla sparizione del tesoro. Kogoro, Ran e Conan si recano a Hagi per proseguire le loro ricerche sul ladro. Qui una persona cerca di uccidere Kogoro sparandogli. |                   |         |
| 892 | Il viaggio del mistero nel rinnovamento Meiji (parte di Hagi) 「幕末維新ミステリーツアー（萩編）」 - Bakumatsu Ishin Misuterī Tsuā (Hagi-hen) | 10 febbraio 2018  |         |
| 892 | Kogoro si allontana poco prima di essere interrogato dalla polizia, assieme a Ran e Conan viene messo sotto protezione, ma i tre vogliono raggiungere Asuka per avvisarla di essere in pericolo. Asuka, finalmente raggiungibile con il cellulare, viene aggredita e rapita dal colpevole poco prima dell'arrivo dei tre sul posto. I sospetti ricadono sull'avvocato e sul poliziotto, ma Conan, liberata Asuka, scova il vero colpevole e il trucco usato per fabbricarsi un alibi. |                   |         |
| 893 | Il mistero del ristorante stellato 「星付きレストランの謎」 - Hoshi-tsuki resutoran no nazo | 24 febbraio 2018  |         |
| 893 | Kogoro, Ran e Conan si recano in un ristorante italiano. I tre entrano nel locale e scoprono che è vuoto, nonostante nel parcheggio siano presenti alcune auto e la tavola sia imbandita. Pochi istanti dopo, Ran nota che lo chef è accasciato dietro al bancone ed è stato ferito alla testa. Alcune impronte che portano verso l'esterno fanno pensare che i commensali si siano gettati nel lago. |                   |         |
| 894 | Show di deduzioni nello stile di Tokyo (prima parte) 「となりの江戸前推理ショー（前編）」 - Tonari no Edomae Suiri Shō (zenpen) | 3 marzo 2018      |         |
| 894 | Kogoro sta controllando i tagliandi delle giocate che ha effettuato e trova un biglietto vincente che però non gli appartiene. Contro il parere di Ran, Kogoro decide di tenerlo e, per festeggiare, si reca con la figlia e Conan al ristorante che si trova sotto l'agenzia. Lì trovano un nuovo cuoco, Wakita Kanenori, che porta una benda su un occhio e questo fa tornare in mente a Conan la descrizione di Rum. Dopo l'ingresso di alcuni clienti, si presenta una donna che riferisce di essere stata derubata da una persona che poi è entrata nel locale. I tre si stupiscono molto quando la donna afferma che le è stato sottratto proprio il biglietto che Kogoro ha ritrovato. L'uomo dall'occhio bendato sfida Goro alla risoluzione del caso. |                   |         |
| 895 | Show di deduzioni nello stile di Tokyo (seconda parte) 「となりの江戸前推理ショー（後編）」 - Tonari no Edomae Suiri Shō (kōhen) | 10 marzo 2018     |         |
| 895 | Il proprietario del locale sfida Kogoro a scoprire il colpevole. Conan riesce a scoprirlo e risolve il caso con la voce di Kogoro. Al termine della serata si scopre che il biglietto che era stato sottratto alla donna aveva una giocata simile a quello di Kogoro. A caso concluso l'uomo bendato chiede a Goro di poter diventare suo allievo promettendogli sconti sul sushi e il detective accetta. |                   |         |
| 896 | La donna dalle mani bianche (prima parte) 「白い手の女（前編）」 - Shiroi te no on'na (zenpen) | 17 marzo 2018     |         |
| 896 | La classe di Conan sta preparando una recita. Per errore Rumi danneggia una parte della scenografia e i Giovani Detective si offrono di andare a casa sua per aiutarla a ridipingere la parte che si è rovinata. Fuori dall'abitazione, i ragazzi notano una donna truccata e vestita in modo vistoso. Durante la serata, dall'appartamento del vicino inizia a provenire una musica fortissima e Genta decide di andare a protestare. Qui Genta trova il padrone di casa svenuto e la sua fidanzata morta. Sul volto dell'uomo è presente una scritta e in due polaroid lasciate sul pavimento sono ritratte le due persone tramortite e le mani della colpevole che impugnano la penna e scrivono sul viso. Quando l'uomo si riprende, racconta alla polizia che una donna lo ha colpito e poi ha ucciso la sua fidanzata. Rumi riferisce alla polizia di aver visto la mattina di quello stesso giorno il padrone di casa discutere con la fidanzata e sussurrato che quella sera sarebbe stata la sua ultima cena. |                   |         |
| 897 | La donna dalle mani bianche (seconda parte) 「白い手の女（後編）」 - Shiroi te no on'na (kōhen) | 24 marzo 2018     |         |
| 897 | Conan non crede alle parole dell'uomo e, dopo aver raccolto le prove, aiuta la polizia a smascherarlo. Il colpevole, messo alle strette, decide di scappare, ma viene bloccato da Rumi che lo colpisce involontariamente dopo essere inciampata. Kuroda e Wakita, entrambi riconducibili all'identità di Rum, leggono interessati la notizia dell'insegnante Rumi che ha sventato la fuga dell'assassino. |                   |         |